# The Endless Summer Tour
The Endless Summer Tour bylo třetí koncertní turné americké zpěvačky Lany Del Rey. Turné se uskutečnilo v Severní Americe, a předskokany jí dělali Courtney Love a Grimes. Turné bylo oznámeno 1. prosince 2014 a lístky šly do prodeje o pět dní později. Turné zahrnovalo i vystoupení na dvou festivalech a to 24. května 2015 na Sasquatch! Music Festival v Quincy a 7. června 2015 na Governors Ball Music Festival v New Yorku.
Del Ray vystupovala na turné i s pár nevydanými písněmi „Serial Killer“, „Us Against the World“ a „You Can Be the Boss“, které ale nebyly představovány na každém vystoupení. V seznamu písní se objevily i přezpívané písně například „Why Don't You Do Right?“, kterou v originále zpívá Peggy Lee a „Chelsea Hotel No. 2“, původně zpívanou Leonardem Cohenem, kterou přezpívala již v roce 2013 a natočila k ní i videoklip. Na pár koncertech zazpívala místo „Brooklyn Baby“ píseň „Ride“. Na koncertě v Atlantě zazpívala „Old Money“, ve West Palm Beach „Florida Kilos“ a část písně „Honeymoon“ v akustické verzi.

## Seznam písní
1. „Cruel World“
2. „Cola“
3. „Blue Jeans“
4. „West Coast“
5. „Us Against the World“ (pouze na vybraných koncertech)
6. „Born to Die“
7. „Ultraviolence“
8. „Summertime Sadness“
9. „Chelsea Hotel No. 2“ (v originále zpívá Leonard Cohen)
10. „Brooklyn Baby“ (na vybraných koncertech nahrazeno písní „Ride“)
11. „Shades of Cool“
12. „Serial Killer“
13. „Video Games“
14. „Why Don't You Do Right?“ (v originále zpívá Peggy Lee, pouze na vybraných koncertech)
15. „Off to the Races“

- Na vystoupení v The Woodlands 7. května zazpívala nevydanou píseň „You Can Be the Boss“.
- Na vystoupení v Atlantě 14. června zazpívala píseň „Old Money“.
- Na vystoupení ve West Palm Beach 16. června zazpívala píseň „Florida Kilos“ a kousek nové písně „Honeymoon“ v akustické verzi.

## Seznam vystoupení
| Severní Amerika |                 |                        |                                  |
| 7. května 2015  | The Woodlands   | Spojené státy americké | Cynthia Woods Mitchell Pavilion  |
| 12. května 2015 | Morrison        | Spojené státy americké | Red Rocks Amphitheatre           |
| 14. května 2015 | Phoenix         | Spojené státy americké | Ak-Chin Pavilion                 |
| 16. května 2015 | Chula Vista     | Spojené státy americké | Sleep Train Amphitheatre         |
| 18. května 2015 | Los Angeles     | Spojené státy americké | Hollywood Bowl                   |
| 20. května 2015 | Mountain View   | Spojené státy americké | Shoreline Amphitheatre           |
| 22. května 2015 | Ridgefield      | Spojené státy americké | Sleep Country Amphitheater       |
| 24. května 2015 | Quincy          | Spojené státy americké | Gorge Amphitheatre               |
| 28. května 2015 | Noblesville     | Spojené státy americké | Klipsch Music Center             |
| 30. května 2015 | Tinley Park     | Spojené státy americké | First Midwest Bank Amphitheatre  |
| 31. května 2015 | Clarkston       | Spojené státy americké | DTE Energy Music Theatre         |
| 3. června 2015  | Toronto         | Kanada                 | Molson Canadian Amphitheatre     |
| 4. června 2015  | Montreal        | Kanada                 | Bell Center                      |
| 6. června 2015  | Atlantic City   | Spojené státy americké | Borgata Event Center             |
| 7. června 2015  | New York City   | Spojené státy americké | Randalls and Wards Island        |
| 9. června 2015  | Boston          | Spojené státy americké | Xfinity Center                   |
| 11. června 2015 | Bristow         | Spojené státy americké | Jiffy Lube Live                  |
| 13. června 2015 | Charlotte       | Spojené státy americké | PNC Music Pavilion               |
| 14. června 2015 | Atlanta         | Spojené státy americké | Aaron's Amphitheatre at Lakewood |
| 16. června 2015 | West Palm Beach | Spojené státy americké | Cruzan Amphitheatre              |

## Zrušená vystoupení
| Datum          | Město  | Stát                   | Místo vystoupení     |
| -------------- | ------ | ---------------------- | -------------------- |
| 9. května 2015 | Dallas | Spojené státy americké | Gexa Energy Pavilion |